# クッキーズ (アメリカ合衆国の女性グループ)
クッキーズ (The Cookies) は、1950年代から1960年代に活動したアメリカ合衆国のリズム・アンド・ブルース系ガール・グループ。オリジナル・メンバーの一部は、後にレイレッツ名義でレイ・チャールズのバッキング・ボーカルを務めた。

## 歴史
1954年にニューヨーク市ブルックリン区で結成されたクッキーズのオリジナル・メンバーは、ドロシー・ジョーンズ (Dorothy Jones)、エセル・ダーリン・マクレア ("Ethel" Darlene McCrea)、そして、ドロシーの従姉妹であるビューラー・ロバートソン (Beulah Robertson) の3人であった。ロバートソンは、1956年にマージー・ヘンドリックス (Margie Hendricks (Hendrix)) に交代した。やがてこのグループは、アトランティック・レコードにおけるセッション・ワークを通して、レイ・チャールズに出会う。チャールズはじめアトランティックのアーティストたちのバックを務めた後、マクレアとヘンドリックスは1958年にレイレッツの結成に加わった。なお、レイレッツのメンバーであるパット・ライルズ (Pat Lyles) は、クッキーズのメンバーだったことはない。

### 第2期のメンバー編成
1961年、ドロシー・ジョーンズに加え、新たにアール＝ジーン・マクレア ("Earl-Jean" McCrea)（ダーリンの妹）とドロシーの（ロバートソンとは別の）従姉妹マーガレット・ロス (Margaret Ross) が参加した、新たな編成のクッキーズがニューヨークで結成された。ドロシー・ジョーンズは、1961年に、１回だけソロとしてもコロムビアでレコーディングした。3人のグループはクッキーズ名義のまま、他のミュージシャンのバックを務めて大きな成功を収め、ニール・セダカのヒット曲「悲しき慕情 (Breaking Up is Hard to Do)」、「ドリーマー (The Dreamer)」、「悲しいあの娘 (Bad Girl)」のレコーディングに参加し、キャロル・キングとジェリー・ゴフィン (Gerry Goffin) がディレクターとなってアルドン・ミュージック (Aldon Music) のためにデモ音源をレコーディングした。クッキーズは、リトル・エヴァ (Little Eva) の1962年のヒット曲「ロコ・モーション」や、それに続いた「レッツ・ターキー・トロット (Let's Turkey Trot)」のバックアップ・ボーカルを務めた。グループ自身の最大のヒット曲は、1963年の「Don't Say Nothin' Bad (About My Baby)」で、『ビルボード』誌のR&Bチャートで最高3位、ポップ・チャートで最高7位にまで上昇した。
1962年のヒット曲「チェインズ」は、後にビートルズがレコーディングした。アール＝ジーン・マクレアは、グループ在籍中に、ゲフィン/キング作品の曲「I'm Into Something Good」の初録音を含め、ソロ・シングルを2作発表した後、1965年にグループから脱退した。
クッキーズは、しばしば別のグループ名を用い、ほとんどの場合はマーガレット・ロスをリード・ボーカルに立てて、（様々なレーベルで）レコーディングを行なった。この変名による録音には、ザ・パラダイス (The Palisades)（Chairman）、ザ・ステッピング・ストーンズ (The Stepping Stones)（フィリップス）、ザ・シンデレラズ (The Cinderellas) (Dimension Records)、ザ・ハニー・ビーズ (The Honey Bees)（Fontana 1939 のみ）などがある。
1967年4月、クッキーズは、トークンズ (The Tokens) のプロデュースの下で、最後のレコードを録音した。このレコーディングには、アール＝ジーン・マクレアに代わって姉のダーリーン・マクレアが復帰した。
ドロシー・ジョーンズは、2010年のクリスマスの日（12月25日）に、オハイオ州コロンバスでアルツハイマー型認知症の合併症によって、76歳で死去した。
マーガレット・ロスは、その後、名をマーガレット・ウィリアムズ (Margaret Williams) と改め、新たなバックアップ・シンガーとグループを作り、この新たな編成のグループで、クッキーズとして今も各地をツアーしている。ロスはまた、時おりバーバラ・ハリス・アンド・ザ・トイズ (Barbara Harris and The Toys) とも共演している。

## メンバー
- ドロシー・ジョーンズ Dorothy Jones - 1954-1958, 1961-1967
- エセル・ダーリン・マクレア "Ethel" Darlene McCrea - 1954-1956, 1964-1967
- ビューラー・ロバートソン Beulah Robertson - 1954-1956
- マージー・ヘンドリックス Margie Hendricks - 1956-1958
- アール＝ジーン・マクレア Earl-Jean McCrea - 1961-1964
- マーガレット・ロス Margaret Ross - 1961-1967

ドロシー、ビューラー、マーガレットの3人は従姉妹同士である。彼女たちのそれぞれ母親は、姉妹であった。

## ディスコグラフィ
- "In Paradise" （米R&Bチャート 9位、1956年）
- チェインズ "Chains" b/w "Stranger in my Arms" （米ポップ・チャート17位、1962年：英50位、1963年[3]）
- "Don't Say Nothin' Bad (About My Baby)" b/w "Softly in the Night" （米R&Bチャート 3位、米ポップ・チャート 7位、1963年）
- "Will power" b/w "I Want a Boy for my Birthday"
- "Girls Grow Up Faster Than Boys" b/w "Only To Other People" （米R&Bチャート 33位、米ポップ・チャート 33位、1963年）
- "I Never Dreamed" b/w "The Old Crowd"